# Urożaj Krasnodar
Urożaj Krasnodar (ros. Футбольный клуб «Урожай» Краснодар, Futbolnyj Kłub „Urożaj” Krasnodar) – rosyjski klub piłkarski z siedzibą w Krasnodarze.

## Historia
Klub piłkarski „Urożaj” został zarejestrowany 4 czerwca 2018 roku. Pierwotnie miał się nazywać Jekaterynodar (ros. Екатеринодар), ale ostatecznie, z nieznanych przyczyn, klub został nazwany Urożaj (ros. Урожай, oznacza dosłownie „Żniwo”). Od 5 do 14 czerwca tego samego roku dziennikarze portalu internetowego www.yuga.ru przeprowadzili ankietę dotyczącą nazwy drużyny, zgodnie z którą opcja „Urożaj” zajęła ostatnie miejsce. 21 lipca 2018 Urożaj zagrał swój pierwszy oficjalny mecz w 1/256 finału Pucharu Rosji sezonu 2018/19, w którym przegrał 0:2 z amatorskim klubem Kubań-Chołding Pawłowskaja.

## Stadion
Klub rozgrywa swoje mecze domowe na stadionie Kubań w Krasnodarze, który może pomieścić 31 654 widzów.

## Piłkarze

### Obecny skład
Stan na 24 września 2018
| Nr | Poz. | Piłkarz                     |
| -- | ---- | --------------------------- |
| 1  | BR   | Nikołaj Moskalenko          |
| 2  | OB   | Siergiej Biendź (kapitan)   |
| 3  | PO   | Artiom Woronkin             |
| 4  | OB   | Oleg Muraczow               |
| 5  | OB   | Ilja Zujew                  |
| 6  | PO   | Anatolij Niemczenko         |
| 7  | PO   | Ilja Aziawin                |
| 8  | PO   | Władisław Sysujew           |
| 9  | NA   | Amur Kałmykow (wyp. z Anży) |
| 10 | PO   | Aleksandr Dżumajew          |
| 11 | PO   | Ilmir Nurisow               |
| 13 | OB   | Astiemir Soblirow           |
| 14 | OB   | Astiemir Abazow             |

| Nr | Poz. | Piłkarz                      |
| -- | ---- | ---------------------------- |
| 15 | OB   | Igor Ponomariow              |
| 16 | BR   | Maksim Borisko               |
| 17 | PO   | Jewgienij Stukanow           |
| 18 | PO   | Aleksiej Szyszkin (ur. 1997) |
| 19 | PO   | Fiodor Szeriemietow          |
| 20 | NA   | Gieorgij Nurow               |
| 21 | PO   | Iwan Bakłanow                |
| 22 | NA   | Magomied Gugujew             |
| 77 | OB   | Isłam Żyłow                  |
|    | NA   | Dmitrij Czebotariow          |
|    | PO   | Aleksiej Szlachow            |
|    | OB   | Jegor Tieslenko              |

## Trenerzy
- 26.06.2018–18.07.2018:  Władimir Gazzajew(inne języki)
- 19.07.2018–04.12.2018:  Jewgienij Kaleszyn(inne języki)
- 10.12.2018–21.06.2019:  Nikołaj Pisariew
- 21.06.2019–30.09.2019:  Andrij Judin
- 01.10.2019–...:  Andriej Gordiejew[7]